# Cepphus columba
Cepphus columba là một loài chim trong họ Alcidae.
Loài này có năm phân loài, tất cả các phân loài khi ở trong mùa sinh sản đều có bộ lông màu nâu sẫm với ánh kim đen và một mảng cánh đặc biệt bị gãy bởi một hình nêm màu nâu đen. Bộ lông ngoài mùa không sinh sản có phần trên màu xám và đen lốm đốm và phần dưới màu trắng. Mỏ dài, cũng như móng vuốt đều có màu đen. Chân, bàn chân và bên trong miệng có màu đỏ.
Loài chim biển này được tìm thấy trên vùng biển ven biển Bắc Thái Bình Dương, từ Siberia qua Alaska đến California. Loài chim này sinh sản và đôi khi đậu trên các bờ đá, vách đá và các hòn đảo gần vùng nước nông. Vào mùa đông, một số cá thể di chuyển một chút về phía nam ở phần cực bắc của phạm vi để phản ứng với sự di chuyển của băng và di chuyển hơi về phía bắc ở phần phía nam của phạm vi phân bố, thường thích những khu vực có nơi trú ấn hơn.
Loài này ăn các loài cá nhỏ và động vật không xương sống ở biển, chủ yếu ở gần đáy biển, chúng bắt được bằng cách lặn và rượt đuổi. Đây là loài theo chế độ sinh sản một vợ một chồng, làm tổ thành các đàn nhỏ gần bờ. Chúng bảo vệ các vùng lãnh thổ nhỏ xung quanh một khoang làm tổ, trong đó chúng đẻ một hoặc hai quả trứng. Cả chim bố và chim mẹ đều ấp trứng và cho chim con ăn. Sau khi rời tổ, chim non hoàn toàn không phụ thuộc vào chim bố mẹ. Trứng và chim non loài này bị một số loài săn mồi săn bắt.

## Hình ảnh

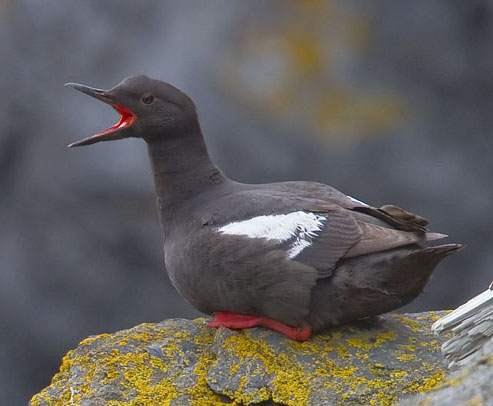
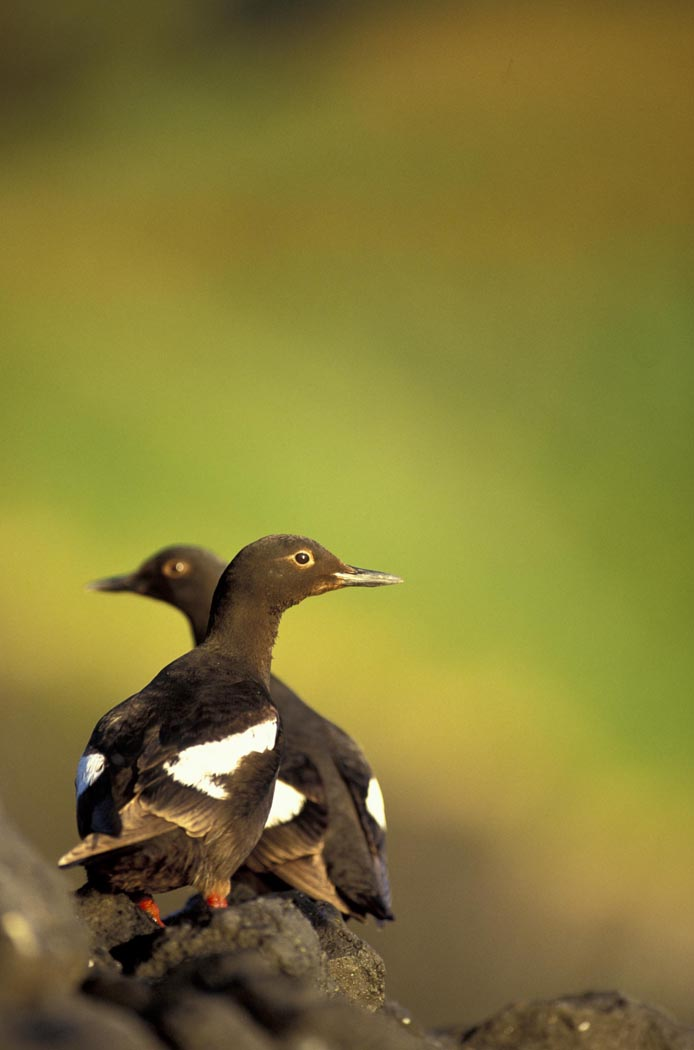
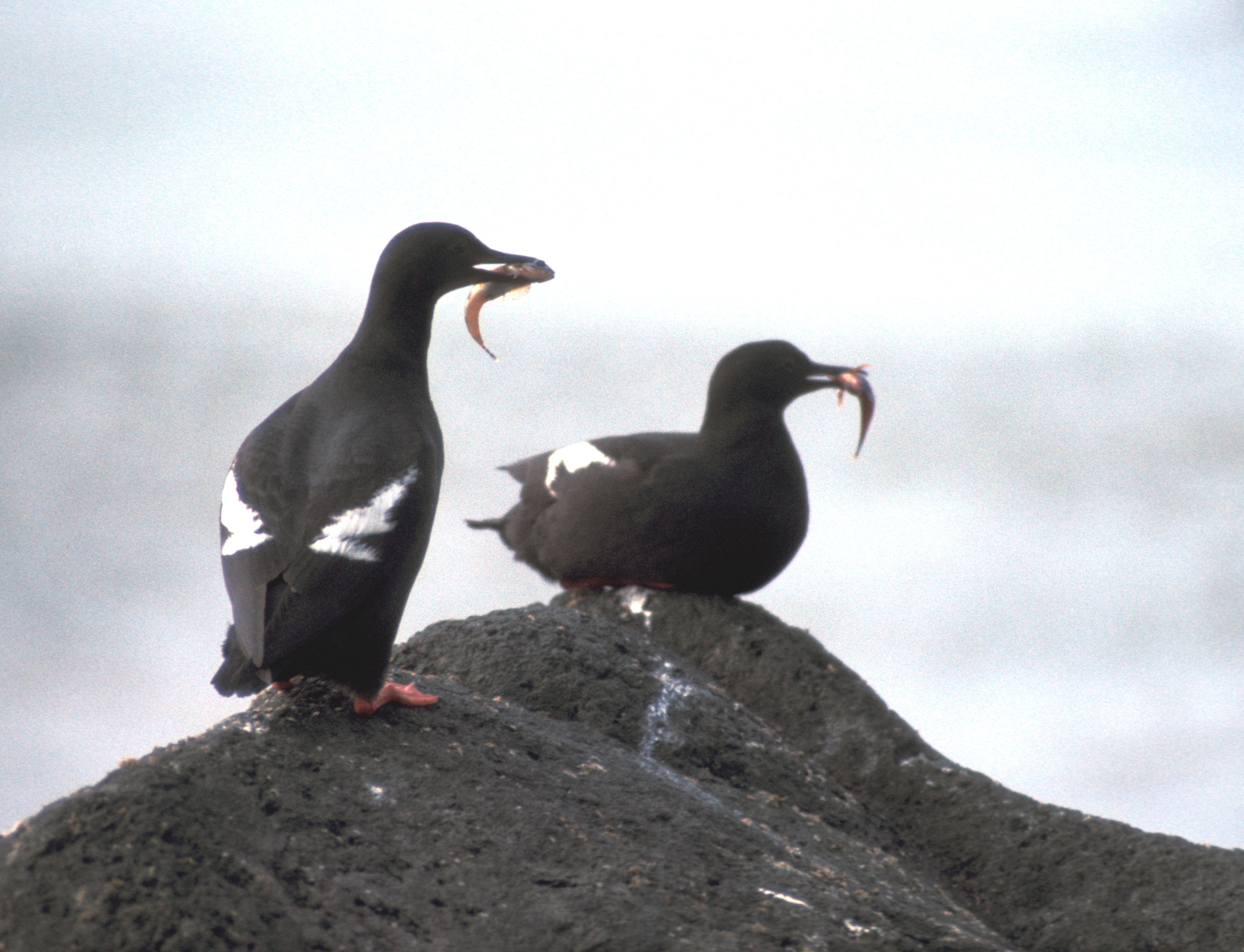
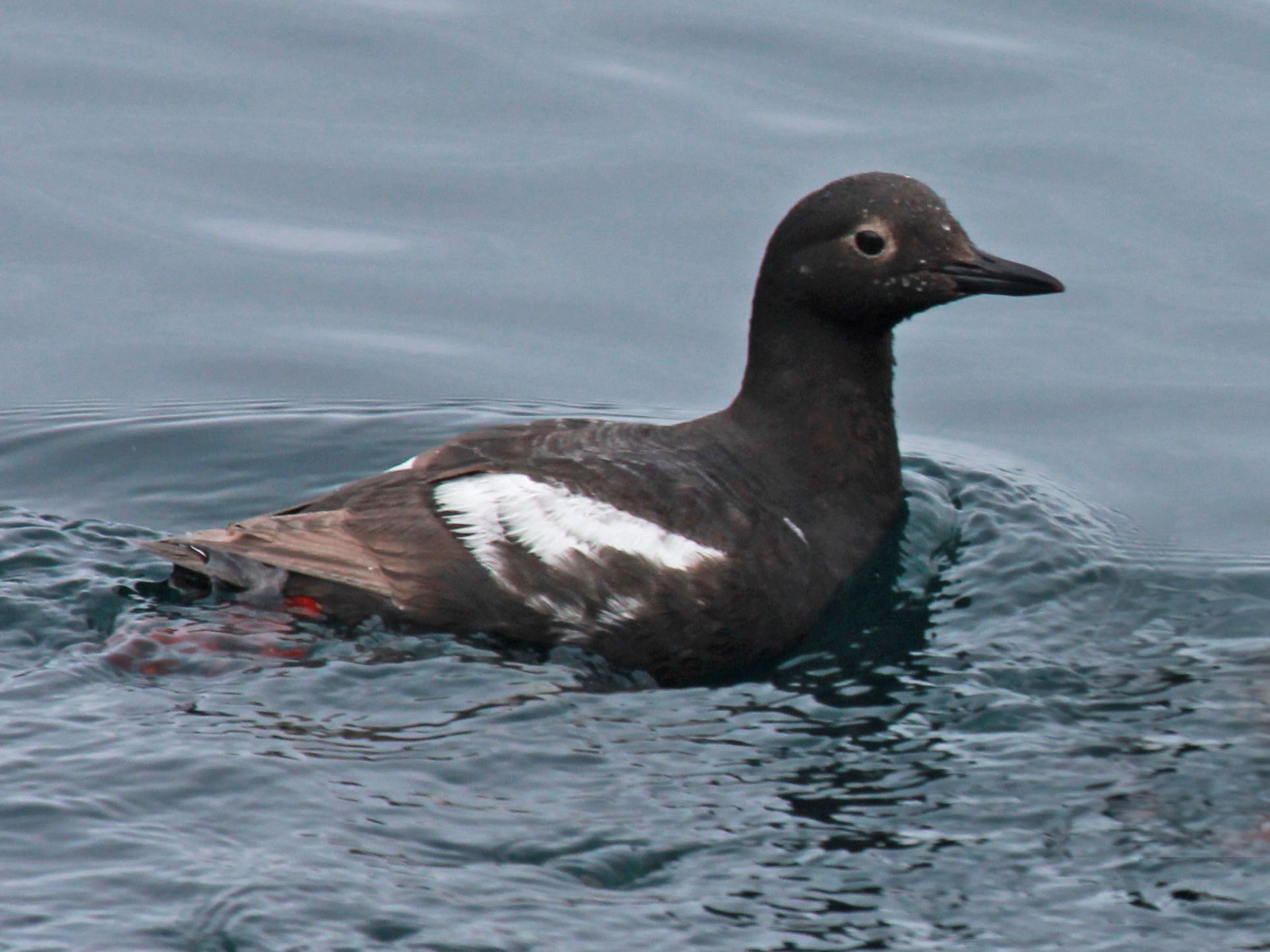
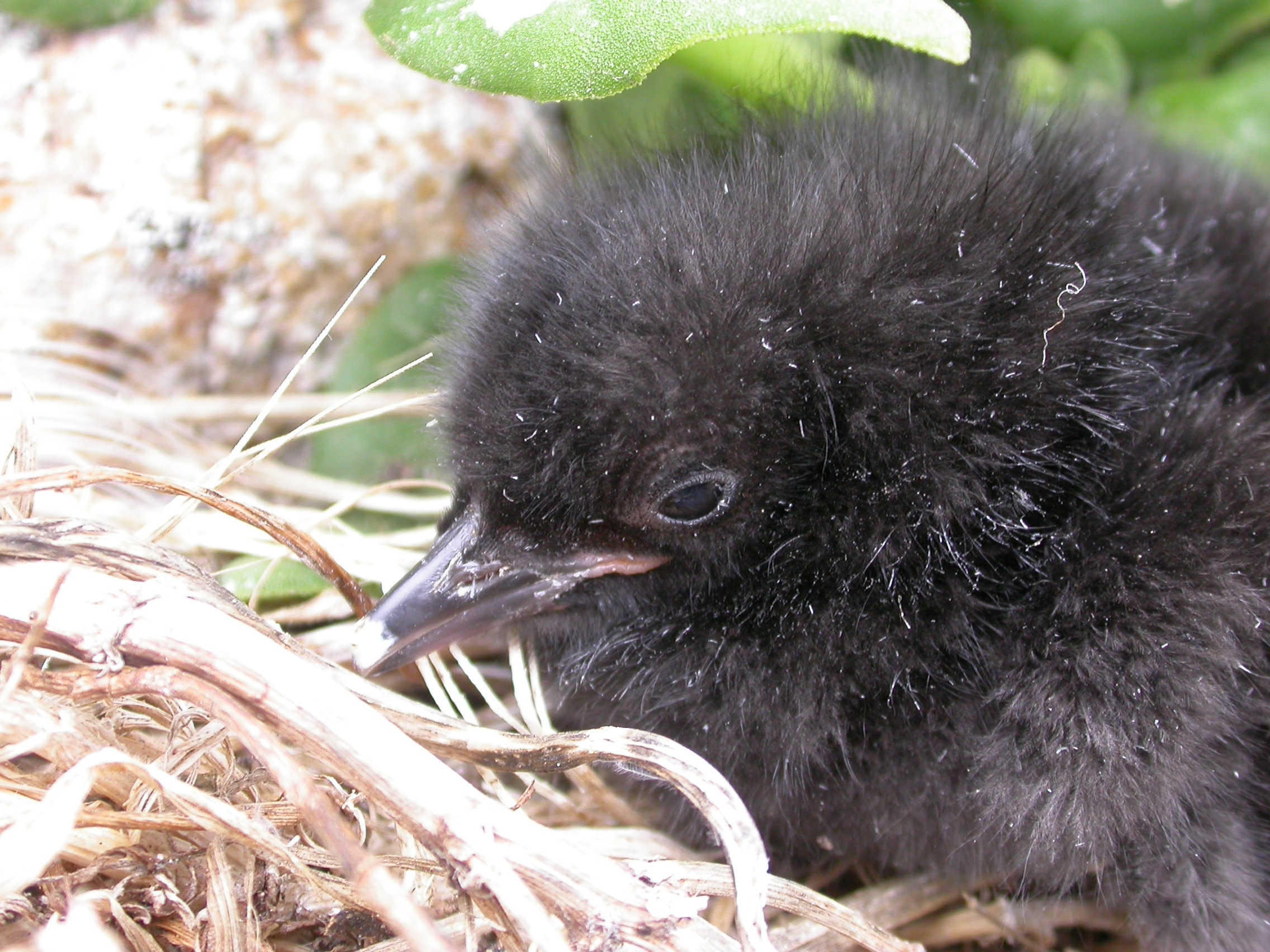